# Yassıeynihan, Simav
Yassıeynihan là một xã thuộc huyện Simav, tỉnh Kütahya, Thổ Nhĩ Kỳ. Dân số thời điểm năm 2008 là 186 người.